# Kuźnica Żelichowska
Kuźnica Żelichowska (pol. hist. Hamer Dalszy) – wieś w Polsce położona w województwie wielkopolskim, w powiecie czarnkowsko-trzcianeckim, w gminie Krzyż Wielkopolski.

## Nazwa
Wieś miała dawniej staropolską nazwę „Hamer Dalszy” i wzięła swoją nazwę od lokalnej kuźnicy, która produkowała żelazo z rudy darniowej. Świadczą o tym pierwsze zachowane historyczne zapisy źródłowe w języku łacińskim z 1546 „officina mineraria, minera Hamer” oraz w języku staropolskim z 1563 „Hamer Dalssi”. W 1944 w okresie III Rzeszy miejscowość nazywała się „Selchow-Hammer”.

## Historia
Początków osadnictwa na tym terenie należy szukać już w epoce kamienia. Badania archeologiczne wykazały, iż w okresie wpływów rzymskich obszar ten zamieszkiwała ludność kultury wielbarskiej; niektóre miejscowe pozostałości sięgają też okresu średniowiecza. 
Miejscowość pierwotnie związana była z Wielkopolską. Istnieje co najmniej od połowy XVI wieku. W 1563 leżała w powiecie poznańskim, w starostwie oraz parafii z siedzibą w Wieleniu w Korony Królestwa Polskiego. Była królewszczyzną czyli wsią należącą do królów polskich.
W 1546 wieś została wspomniana przy rozgraniczeniu dóbr Czarnków z dobrami wieleńskimi. Obie strony zeznały przed sądem ziemskim, że Kuźnica Żelichowska nad rzeką „Trzebinią” (obecnie Słopica) należała do dóbr Wieleń. Stare piece hutnicze znajdowały się pomiędzy Kuźnicą Żelichowską, a jeziorem zwanym kiedyś „Płonnik” (obecnie Jezioro Polne), lecz teren ten wówczas był już zarośnięty drzewami. Pomiędzy wsią, a lasem Dzierzązna znajdowała się „Mistrzewska Łąka”, którą dzierżawił mistrz z miejscowej kuźnicy. W 1565 w miejscowości odnotowano stawek na rzece Trzebini o wymiarach 2x0,5 staja, który był głęboki na dwa sążnie. Pływały w nim szczupaki oraz okonie. Miał on charakter stały i nie spuszczano z niego wody.
Miejscowość odnotowano również w historycznych rejestrach poborowych dzięki czemu zachował się XVI wieczny obraz wsi. W 1563 Hamer Dalszy zapłacił pobór podatkowy od trzech kół młyńskich oraz od 11 rzemieślników. W 1565 odnotowano, że wieś leżała pomiędzy lasami nad rzeką Trzebinią i była oddalona od Wielenia o wielką milę. Hamernik zbudował młynik o jednym kole, posiadał dwa ogrody, dwie łąki oraz barć, z której płacił w ramach podatku rocznie dwie ćwierci miodu. Kuźnik płacił co tydzień w naturze 6 „żelaz płużnych” czyli lemieszy lub płacił rocznie 53 floreny oraz 27 grosze. Przez trzy tygodnie w roku miał wolne. Pomagało mu w pracy 12 robotników, którzy nic płacili żadnych podatków, a 9 spośród nich wynajmowało jezioro „Nieradz Wielki”, za co płacili po 12 groszy rocznie. W 1565 ogólny dochód z Hamera Dalszego wyniósł 61 florenów i 11 groszy.
W XVII wieku nazwa Hamer Dalszy została przeniesiona na inną kuźnicę znajdującą się obok Wielenia, którą nazywano także „Kuszyk”. Historycy niemieccy Schulz i Netzegau nie potrafili jej jednak dokładnie zlokalizować. Według przypuszczeń znajdowała się ona jednak również w pobliżu wsi Żelichowo.
Wraz z wyczerpaniem zasobów rudy żelaza nastąpił znaczny spadek populacji. Wieś została lokowana na prawie niemieckim ok. 1600 r. Zamieszkiwało w niej 11 rozmaitych rzemieślników, m.in. kowal, piekarz, szynkarz i wielu drobnych wytwórców. Mieszkańcy dzierżawili pobliskie jezioro Grossen Ratzigsee (Radzyń Wielki), dzięki czemu urozmaicali swe pożywienie rybami. W 1632 miejscowość posiadała 12 domów, jej sołtysem w 1678 był Martin Busse (w tym czasie przybrała nazwę Bussenhammer). Urząd sołtysa pozostawał w rękach rodziny Busse aż do przełomu XVIII/XIX w. 
Do czasu rozbiorów leżała w Rzeczypospolitej Obojga Narodów. W 1772, w wyniku I rozbioru Polski, miejscowość przeszła pod władanie Prus i jak cała Wielkopolska znalazła się w zaborze pruskim. W 1907 r. we wsi wybuchł wielki pożar, który zniszczył pół miejscowości. Kuźnica Żelichowska, od 1796 do 1945 – należała do ewangelickiej parafii Eichberg (Dębogóra). Miejscowy kościół pochodzi z 1884. Jest to jednonawowa świątynia na planie silnie wydłużonego prostokąta. Strop nad nawą i prezbiterium wykonany jest z drewna, belkowy, wsparty na konsolach. 
W 1899 pojawił się tam pierwszy pociąg. Początkowo obsługiwał linię Krzyż-Człopa, a po utworzeniu dalszego odcinka w 1904 do Wałcza. Przewozy pasażerskie zawieszono w lipcu 1991.
Podczas drugiej wojny światowej, 28 stycznia 1945 oddział Waffen-SS dokonał we wsi mordu na 6 włoskich generałach. Tablicę upamiętniającą to wydarzenie można zobaczyć na Cmentarzu Żołnierzy Włoskich w Warszawie.
W latach 1945–1954 była to siedziba gminy Kuźnica Żelichowska. W latach 1954–1971 wieś należała i była siedzibą władz gromady Kuźnica Żelichowska, po jej zniesieniu w gromadzie Krzyż. W latach 1975–1998 miejscowość administracyjnie należała do województwa pilskiego. Obecnie wieś ma charakter letniskowy. 
Od 1945 r. miejscowość podlegała parafii Krzyż, a od 1957 r. Żelichowo.
We wsi był przystanek kolejowy Kuźnica Żelichowska.

## Przyroda
W pobliżu wsi rośnie pomnikowe drzewo – to sosna zwyczajna (o obwodzie 252 cm w 2012), która ma wyjątkowo osobliwy kształt. Drzewo rośnie na piaszczystym podłożu, więc przez lata wymywań odsłoniło swe korzenie, obecnie rozrosły się one do rozmiarów pni, łączących się na wysokości około 1,5 m w jeden, główny pień.